# Kaijū Monogatari
Kaijū Monogatari (貝獣物語?) es un videojuego de rol desarrollado por Birthday y publicado por Namco para Famicom en noviembre de 1988 en Japón.